# 孫晉祺
孫晉祺（1880年—1940年），字維庭，山西省平定直隸州人，畢業於山西西學專齋礦學專科，宣統三年進士。

## 生平
- 山西大學堂西學專齋預備科第三期畢業
- 宣統三年三月，學部會考山西西學專齋畢業學生，得72.88分，因礦物、化學分析、冶金三門主課不及60分降中等[2]。
- 宣統三年四月丁酉引見，賞給進士出身[3]。
- 民國元年5月，與常克勳、潘連茹等12名同學公派赴英國留學，入英京理大學礦科攻讀地質專業，獲博士學位。回國後，任山西大學工學院地質教授兼附屬高級中學高中主任[4]，並在山西省立工業專科學校兼課。多才多藝，書畫篆刻，皆有所成。譯著有《地質學》《地質概論》及《英語會話》等出版行世。日軍佔領太原後，返鄉避居西峪村。一次到縣城借錢，因入城門時不屑於向日軍崗哨屈膝行禮，責駡蠻橫的日本兵，遭毒打致傷，含憤辭世[5]。